# Lijst van personages van Gumball
Dit is een incomplete lijst van personages van The Amazing World of Gumball.
| Personage(s)                 | Eerste verschijnen    | Beschrijving                                                                                            |
| ---------------------------- | --------------------- | --- |
| Gumball Tristopher Watterson | S1 E1 The DVD         | Blauwe kat en hoofdpersonage van de Serie.                                                              |
| Darwin Watterson             | S1 E1 The DVD         | Zijn volledige naam is: Darwin Raglan Caspian Ahab Poseidon Nicodemus Watterson III. Oranje vis.        |
| Anaïs Errrrrr Watterson      | S1 E2 The Responsible | Roze konijn en zus van Gumball.                                                                         |
| Nicole Watterson             | S1 E1 The DVD         | Blauwe kat en moeder van Gumball.                                                                       |
| Richard Buckley Watterson    | S1 E1 The DVD         | Roze konijn en vader van Gumball.                                                                       |
| Porky Cassidy                | S2 E33 The Castel     | Vegetarische hotdog.                                                                                    |
| 8-bit dog                    | S1 E3 The Third       | Gele hond in 8-bit.                                                                                     |
| Abraham Lincoln goat         | S4 E32 The Advice     | Geit met een masker van Abraham Lincoln.                                                                |
| Alan Keane                   | S1 E3 The Third       | Blauwe Ballon.                                                                                          |
| Alison Sandra Gator          | S2 E4 The Fridge      | Krokodil.                                                                                               |
| Ant-One                      | S3 E6 The Recipe      | Verbrande toast.                                                                                        |
| Ant-two                      | S3 E6 The Recipe      | Toast.                                                                                                  |
| Anton                        | S1 E3 The Third       | Toast.                                                                                                  |
| Anton Clones                 | S3 E6 The Recipe      | Clones van Anton.                                                                                       |
| Anton's ouders               | S3 E6 The Recipe      | Toast en ouders van Anton.                                                                              |
| Azrael                       | S6 E29 The Drama      | Geest.                                                                                                  |
| Banaantje Joe                | S1 E3 The Third       | Banaan.                                                                                                 |
| Banaantje Barbara            | S1 E2 The Responsible | Banaan en moeder van Joe.                                                                               |
| Banaantje Bob                | S1 E2 The Responsible | Banaan en vader van Joe.                                                                                |
| Banaantje Obadiah (genoemd)  | S2 E6 The Banana      | Banaan en familie van Joe.                                                                              |
| Pleister dokter              | S2 E15 Christmas      | Pleister die Dokter als beroep doet.                                                                    |
| Pleister verplegers          | S1 E14 The Prank      | Pleisters die als beroep verpleger zijn.                                                                |
| Betty MacArthur              | S1 E5 The End         | Krijtbord.                                                                                              |
| Billy Parham                 | S2 E15 Christmas      | Blauw eivormige blob. Zijn volledige naam is: William Geoffrey "Billy" Fitzgerald Kitchener Parham III. |
| Blitzer                      | S2 E15 Christmas      | Rendier van de kerstman.                                                                                |
| Bleu eliphant                | S1 E4 The Debt        | Olifant.                                                                                                |
| Bobert                       | S1 E3 The Third       | Robot.                                                                                                  |
| Book Dokter                  | S3 E29 The Saint      | Boek.                                                                                                   |
| Brydie                       | S5 E9 The slide       | Pop. |
| Bulldog                      | S4 E4 The Others      | Roze Bulldog.                                                                                           |
| Butterfly                    | S3 E27 The Butterfly  | Vlinder met menselijk gezicht.                                                                          |
| Butterknife                  | S2 E14 The Finale     | Botermes.                                                                                               |
| Carlton                      | S2 E36 The Sweaters   | Een mens.                                                                                               |
| Carmen Verde                 | S1 E3 The Third       | Cactus.                                                                                                 |
| Carrie Krueger               | S1 E3 The Third       | Spook.                                                                                                  |
| Cartax                       | S1 E2 The Responsible | Gele auto van de Wattersons.                                                                            |
| Charlie                      | S1 E5 The End         | Wolk.                                                                                                   |
| Charlie-Ann                  | S4 E13 The Comic      | Aardbei                                                                                                 |
| Chi-Chi                      | S5 E12 The Copycats   | Geit dat zeer sterk op Gumball Lijkt.                                                                   |
| Chi-Chi's ouders             | S5 E12 The Copycats   | Geiten die zeer sterk op Richard en Nicole lijken.                                                      |
| Chicken Bucket               | S3 E15 the Law        | Een soort emmer met kippenbouten in.                                                                    |
| Chimera                      | S3 E13 The friend     | Een mix van verschillende soorten speelgoed.                                                            |
| Chris Moris                  | S3 E21 The Burden     | Hamster.                                                                                                |
| Clare Cooper                 | S4 E4 The others      | Mensachtige.                                                                                            |
| Clayton                      | S1 E3 The Third       | Hoopje klei dat in alles en iedereen kan veranderen.                                                    |
| Clipboard Men                | S1 E5 The End         | Klipborden                                                                                              |